# Tourville-sur-Arques
Pour les articles homonymes, voir Tourville.
Tourville-sur-Arques est une commune française située dans le département de la Seine-Maritime, en Normandie.

## Géographie

### Hydrographie
La commune est située dans le bassin Seine-Normandie. Elle est drainée par la Scie et un bras de la Scie,,.
La Scie s'écoule du sud vers le nord, sur le flanc oueest du territoire communal, dont elle constitue une limite. D'une longueur de 38 km, elle prend sa source dans la commune d'Étaimpuis et se jette  dans la Manche à Hautot-sur-Mer, après avoir traversé 20 communes.

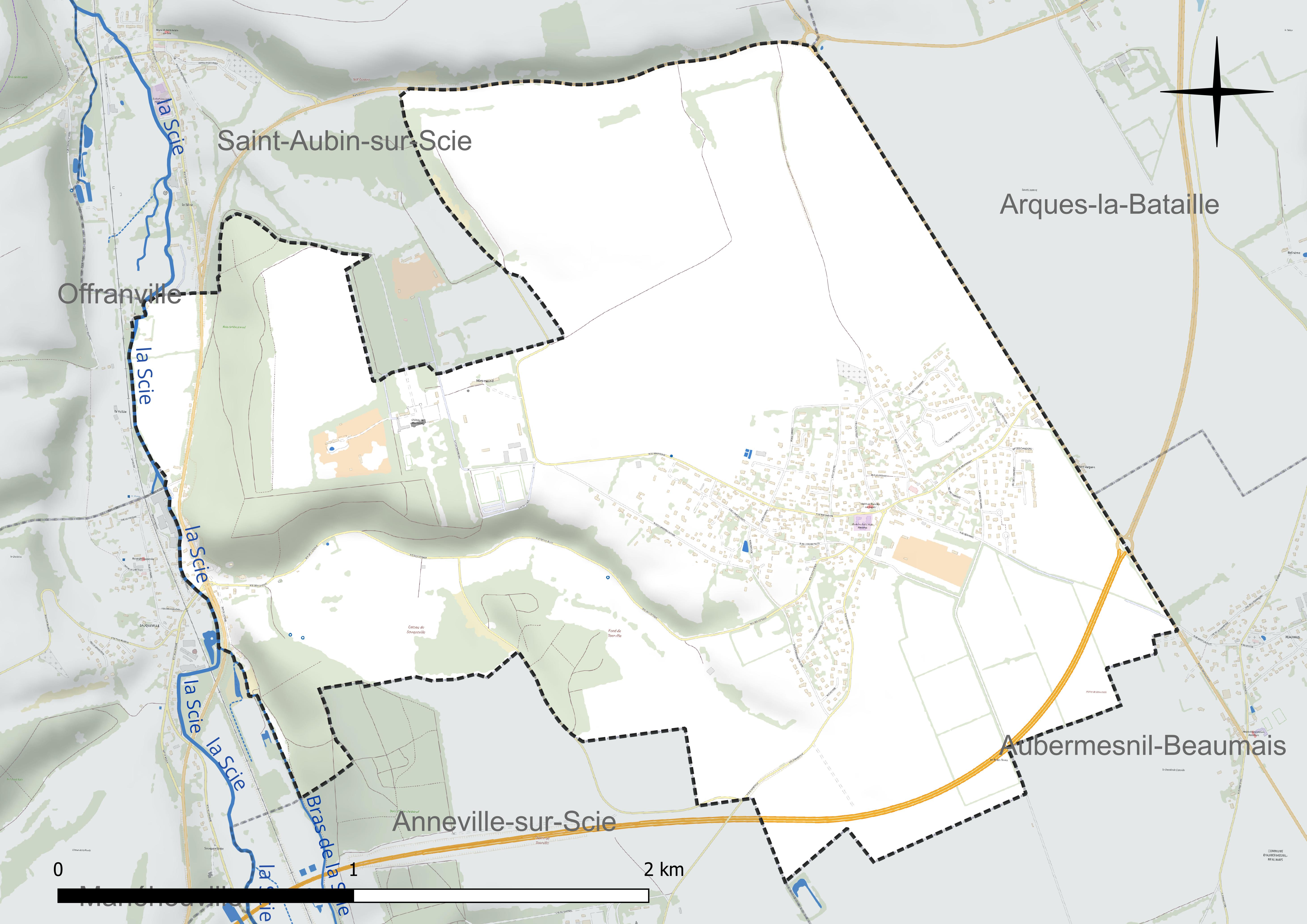
Réseau hydrographique de Tourville-sur-Arques.

### Climat
Pour des articles plus généraux, voir Climat de la Normandie et Climat de la Seine-Maritime.
En 2010, le climat de la commune est de type climat océanique franc, selon une étude du CNRS s'appuyant sur une série de données couvrant la période 1971-2000. En 2020, Météo-France publie une typologie des climats de la France métropolitaine dans laquelle la commune est exposée à un climat océanique et est dans la région climatique Côtes de la Manche orientale, caractérisée par un faible ensoleillement (1 550 h/an) ; forte humidité de l’air (plus de 20 h/jour avec humidité relative > 80 % en hiver), vents forts fréquents. Parallèlement le GIEC normand, un groupe régional d’experts sur le climat, différencie quant à lui, dans une étude de 2020, trois grands types de climats pour la région Normandie, nuancés à une échelle plus fine par les facteurs géographiques locaux. La commune est, selon ce zonage, exposée à un « climat maritime », correspondant au Pays de Caux, frais, humide et pluvieux, légèrement plus frais que dans le Cotentin.
Pour la période 1971-2000, la température annuelle moyenne est de 10,4 °C, avec une amplitude thermique annuelle de 13,1 °C. Le cumul annuel moyen de précipitations est de 889 mm, avec 12,8 jours de précipitations en janvier et 8,6 jours en juillet. Pour la période 1991-2020, la température moyenne annuelle observée sur la station météorologique la plus proche, située sur la commune de Dieppe à 7 km à vol d'oiseau, est de 11,3 °C et le cumul annuel moyen de précipitations est de 805,2 mm,. Pour l'avenir, les paramètres climatiques de la commune estimés pour 2050 selon différents scénarios d’émission de gaz à effet de serre sont consultables sur un site dédié publié par Météo-France en novembre 2022.

## Urbanisme

### Typologie
Au 1er janvier 2024, Tourville-sur-Arques est catégorisée bourg rural, selon la nouvelle grille communale de densité à sept niveaux définie par l'Insee en 2022.
Elle est située hors unité urbaine. Par ailleurs la commune fait partie de l'aire d'attraction de Dieppe, dont elle est une commune de la couronne,. Cette aire, qui regroupe 62 communes, est catégorisée dans les aires de 50 000 à moins de 200 000 habitants,.

### Occupation des sols
L'occupation des sols de la commune, telle qu'elle ressort de la base de données européenne d’occupation biophysique des sols Corine Land Cover (CLC), est marquée par l'importance des territoires agricoles (70,3 % en 2018), en diminution par rapport à 1990 (72,7 %). La répartition détaillée en 2018 est la suivante : 
terres arables (38 %), prairies (28,9 %), forêts (16,5 %), zones urbanisées (13,2 %), zones agricoles hétérogènes (3,5 %). L'évolution de l’occupation des sols de la commune et de ses infrastructures peut être observée sur les différentes représentations cartographiques du territoire : la carte de Cassini (XVIIIe siècle), la carte d'état-major (1820-1866) et les cartes ou photos aériennes de l'IGN pour la période actuelle (1950 à aujourd'hui).

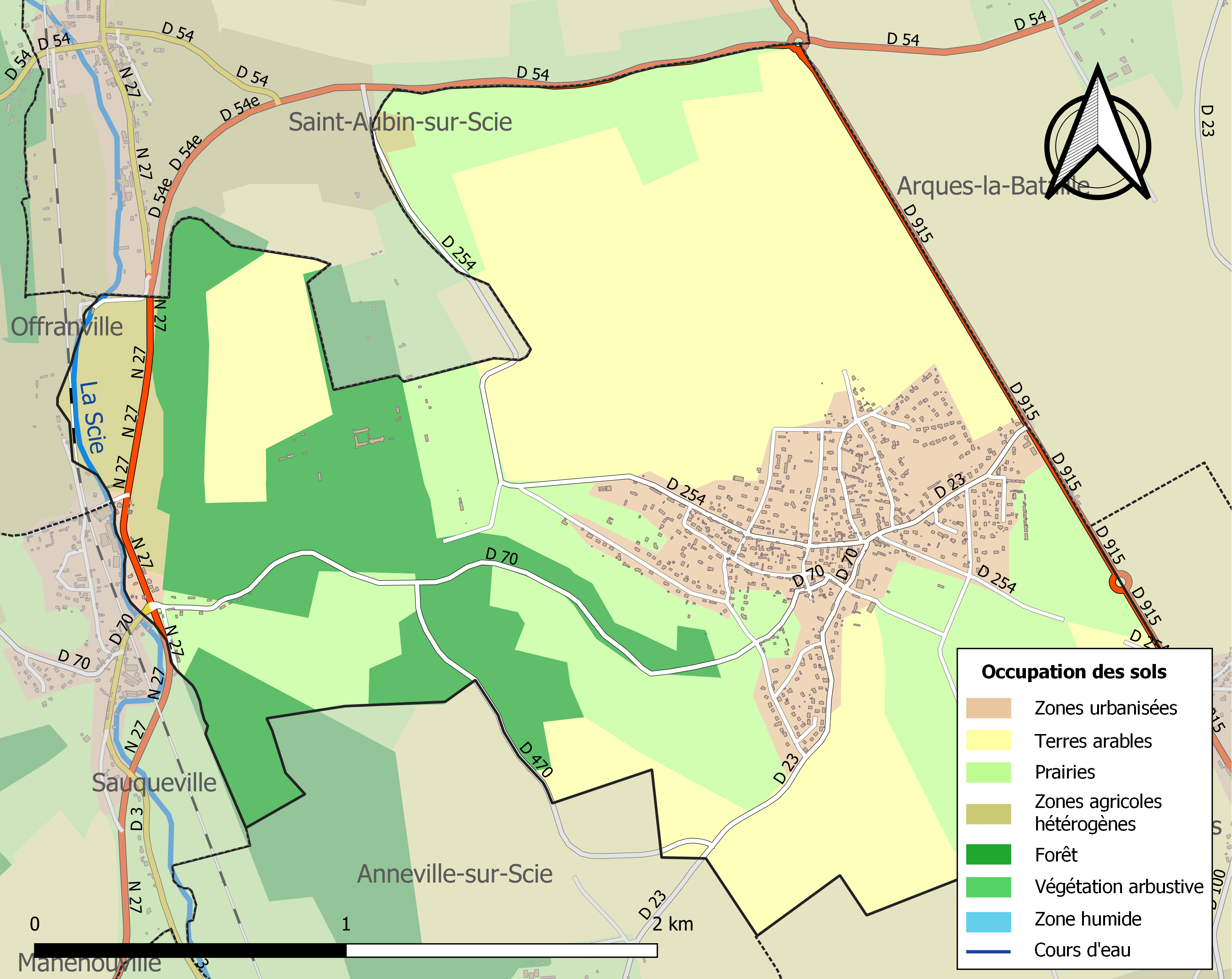
Carte des infrastructures et de l'occupation des sols de la commune en 2018 (CLC).

## Toponymie
Le nom de la localité est attesté sous les formes Villa que vocatur Torvilla vers 1060, Ecclesia de Torvilla en 1131, de Torvilla juxta Archas entre 1130 et 1164, de Torvilla à la fin du xiie siècle, Ecclesiam de Torvilla en 1177 et 1182, Ecclesia de Torvilla vers 1240, Tourvilla en 1257, Tourvilla super Archas et Sanctus Martinus de Torvilla en 1271 et 1274, Torvilla en  1295, Tourville entre 1337 et 1431, Ecclesie Sancti Martini de Tourvilla en 1500 et 1501, Saint Martin de Tourville en 1715, Tourville Miromesnil en 1740.
Tourville-sur-Arques est située sur de la rivière l'Arques.

## Politique et administration
| Période    | Période                    | Identité      | Étiquette | Qualité  |
| ---------- | -------------------------- | ------------- | --------- | -------- |
| mars 2001  | février 2007               | Claude Métais |           |          |
| avril 2007 | mars 2008                  | André Dugrain |           |          |
| 2008       | mai 2020                   | Lionel Avisse | DVD       | Retraité |
| mai 2020,  | En cours (au 10 août 2020) | Yoann Collin  |           |          |

## Démographie
L'évolution du nombre d'habitants est connue à travers les recensements de la population effectués dans la commune depuis 1793. Pour les communes de moins de 10 000 habitants, une enquête de recensement portant sur toute la population est réalisée tous les cinq ans, les populations de référence des années intermédiaires étant quant à elles estimées par interpolation ou extrapolation. Pour la commune, le premier recensement exhaustif entrant dans le cadre du nouveau dispositif a été réalisé en 2008.

En 2022, la commune comptait 1 190 habitants, en évolution de −4,88 % par rapport à 2016 (Seine-Maritime : +0,35 %, France hors Mayotte : +2,11 %).
| 1793 | 1800 | 1806 | 1821 | 1831 | 1836 | 1841 | 1846 | 1851 |
| ---- | ---- | ---- | ---- | ---- | ---- | ---- | ---- | ---- |
| 495  | 499  | 505  | 595  | 599  | 625  | 664  | 699  | 683  |

| 1856 | 1861 | 1866 | 1872 | 1876 | 1881 | 1886 | 1891 | 1896 |
| ---- | ---- | ---- | ---- | ---- | ---- | ---- | ---- | ---- |
| 679  | 677  | 692  | 621  | 635  | 605  | 611  | 578  | 521  |

| 1901 | 1906 | 1911 | 1921 | 1926 | 1931 | 1936 | 1946 | 1954 |
| ---- | ---- | ---- | ---- | ---- | ---- | ---- | ---- | ---- |
| 541  | 572  | 662  | 645  | 604  | 570  | 601  | 671  | 686  |

| 1962 | 1968 | 1975 | 1982 | 1990  | 1999  | 2006  | 2008  | 2013  |
| ---- | ---- | ---- | ---- | ----- | ----- | ----- | ----- | ----- |
| 651  | 687  | 750  | 877  | 1 012 | 1 080 | 1 164 | 1 189 | 1 232 |

| 2018  | 2022  | - | - | - | - | - | - | - |
| ----- | ----- | - | - | - | - | - | - | - |
| 1 216 | 1 190 | - | - | - | - | - | - | - |

## Sports
- Étoile Sportive Tourvillaise (ES Tourville), club de football de 220 licenciés dont l'équipe fanion évolue au niveau Régional 2 (ex DHR) dans le courant de la saison 2018-2019.

## Culture locale et patrimoine

### Lieux et monuments

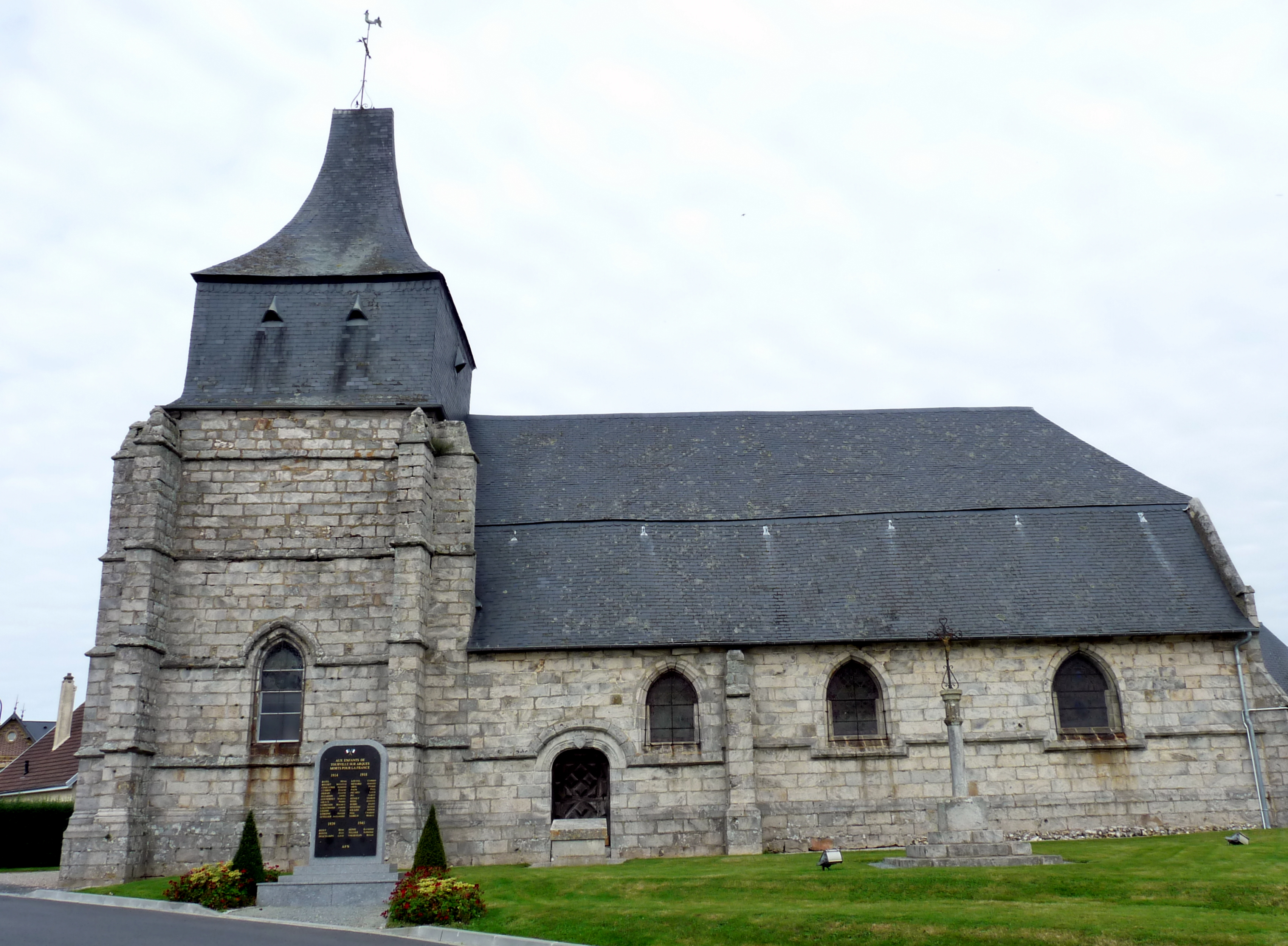
L'église Saint-Martin

- Château de Miromesnil. Les jardins ont reçu le label « jardin remarquable ».
- Église Saint-Martin, édifice des XIe, XVIe et XVIIe siècles. Elle abrite une Vierge à l'Enfant en bois polychrome du XVIIe siècle.
- Site classé : les futaies du parc du château de Miromesnil à Saint-Aubin-sur-Scie, Tourville-sur-Arques  Site classé (1942)[26].

Cartes postales anciennes
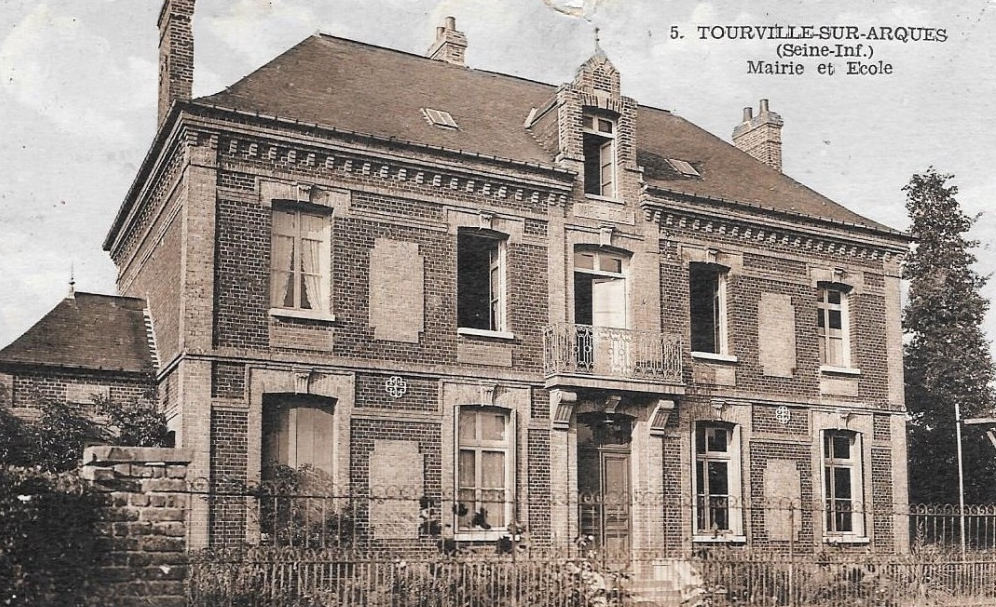
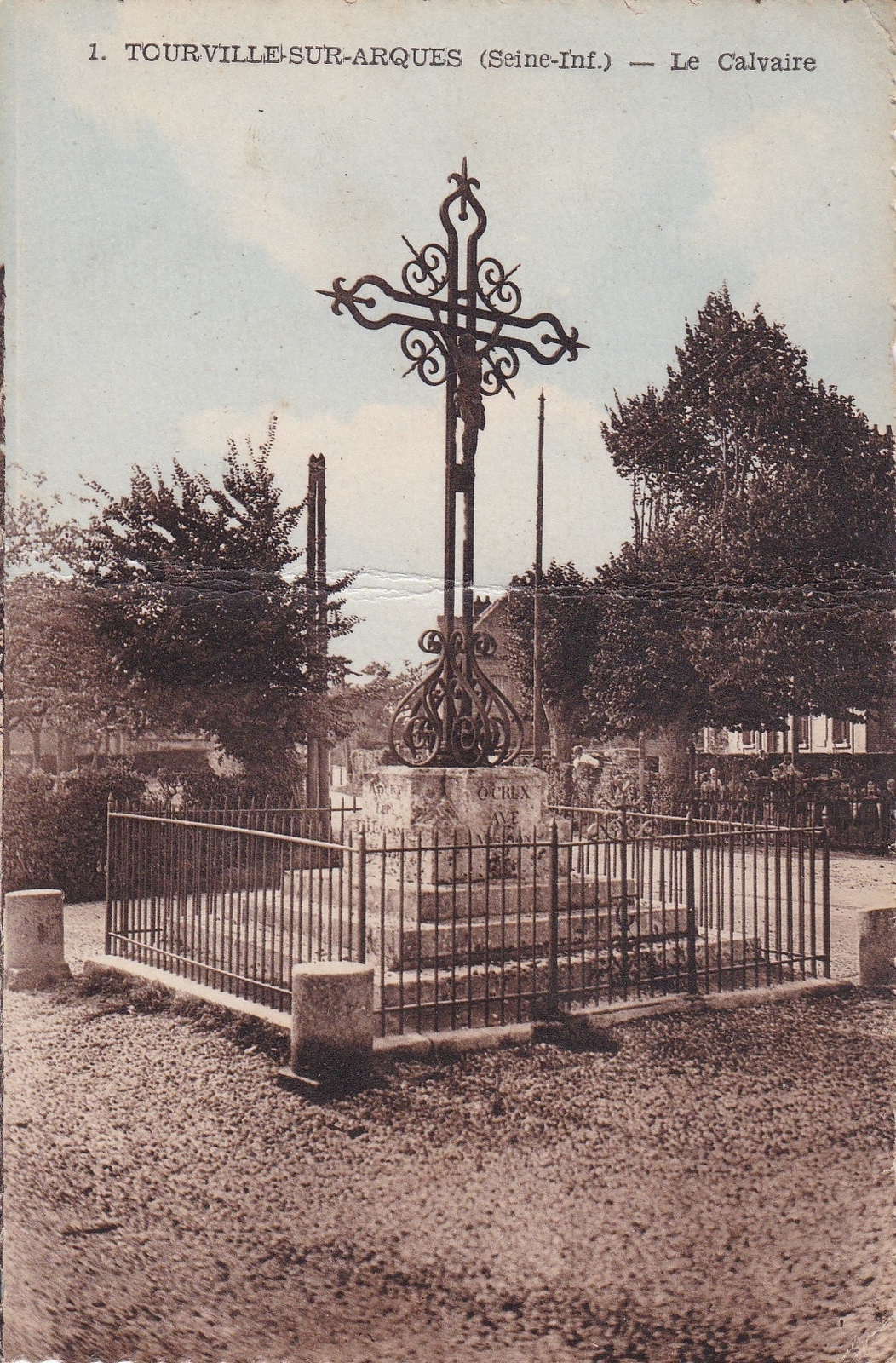
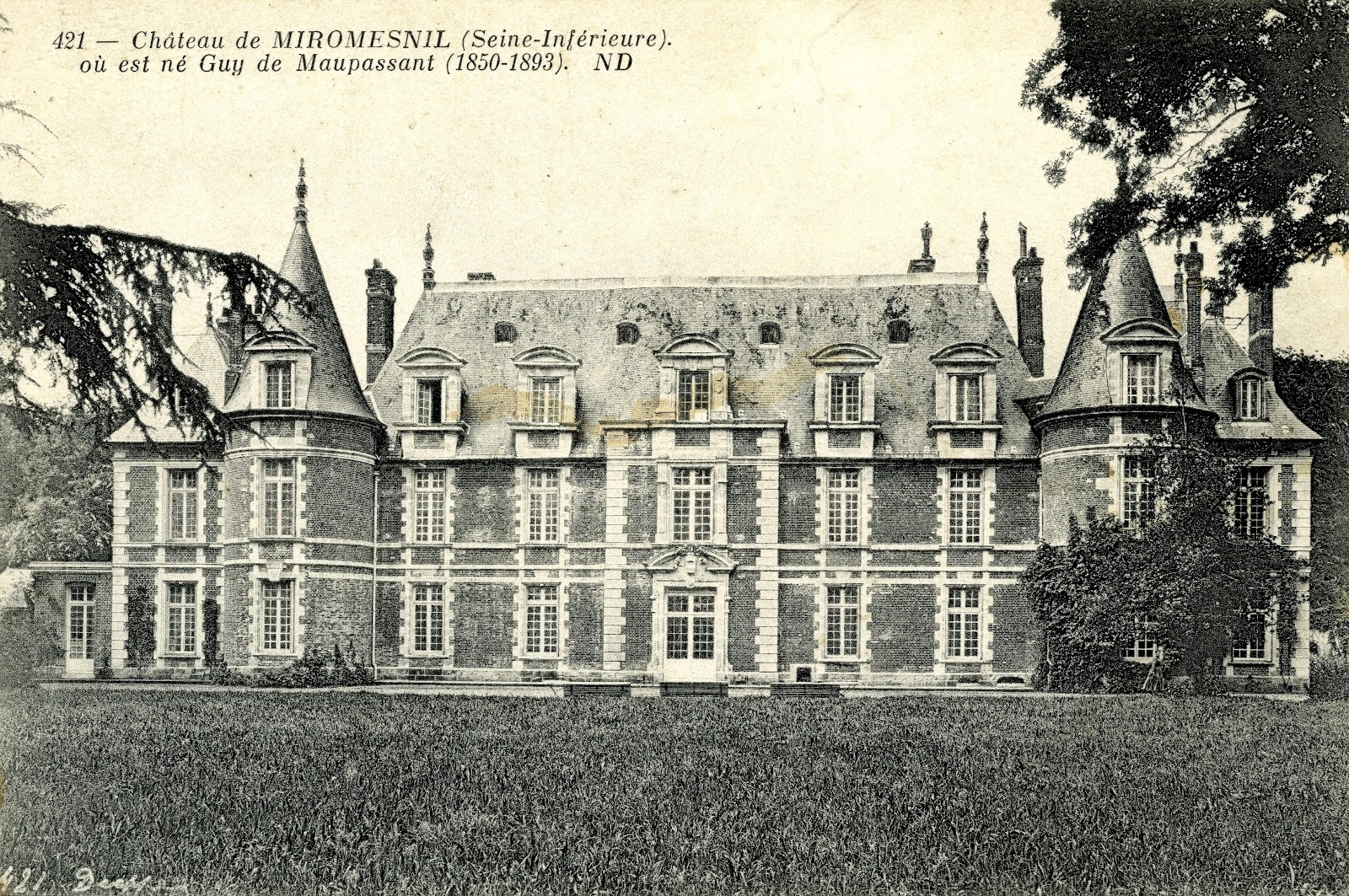
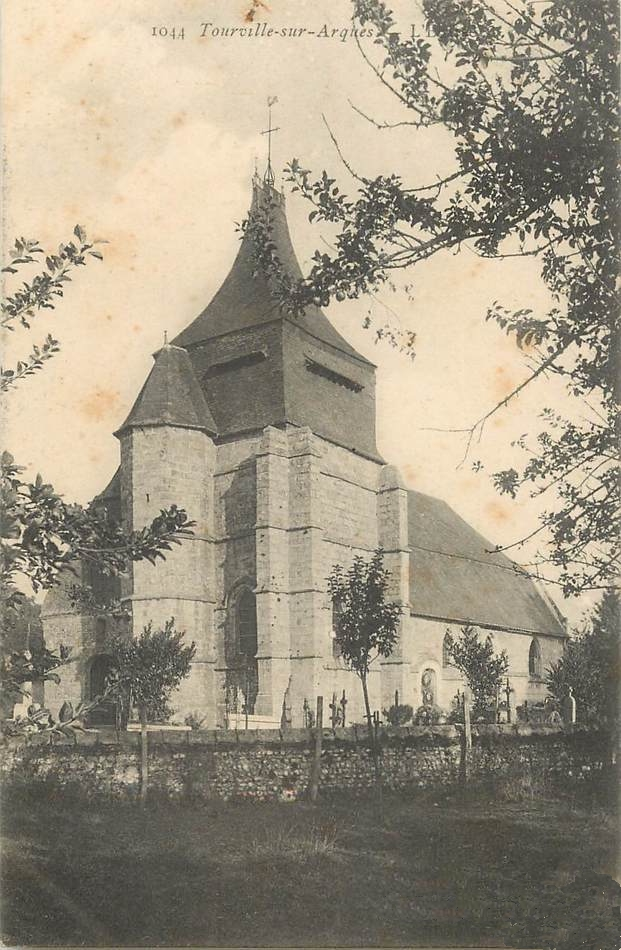

### Personnalités liées à la commune
- Armand Thomas Hue de Miromesnil (1723-1796), garde des Sceaux de Louis XVI, inhumé dans l'église Saint-Martin.
- Guy de Maupassant est né le 5 août 1850 au  château de Miromesnil[27],[28].

## Pour approfondir